# 菲仕蘭自然博物館
菲仕蘭自然博物館（荷蘭語：Natuurmuseum Fryslân）是位於荷蘭菲仕蘭省首府呂伐登的自然博物馆，成立於1923年，建築原先是一座孤兒院。

## 館藏

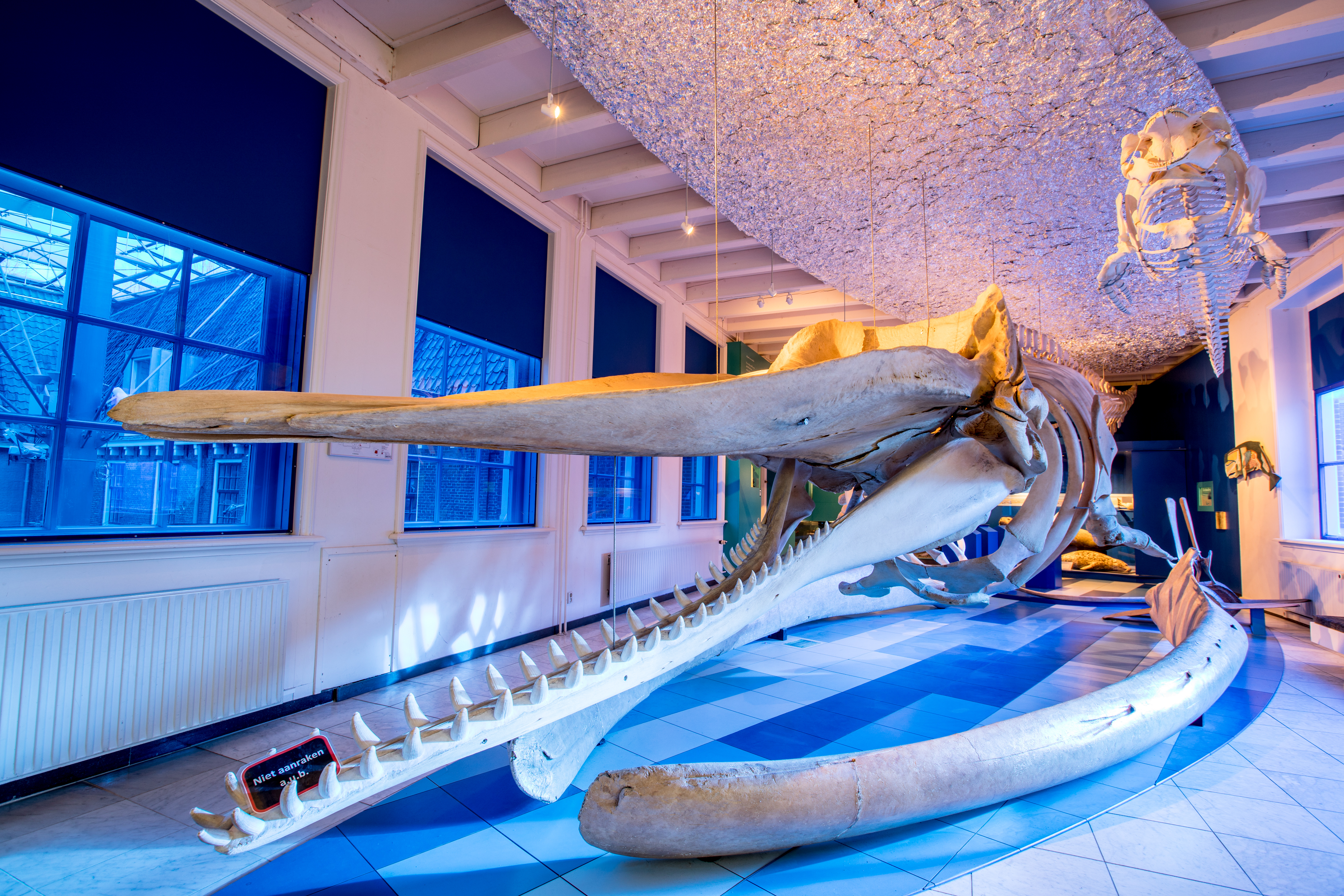
鯨魚標本

菲仕蘭自然博物館為三層樓建築，主題是菲仕蘭省的自然風光。藏品約147,500件。

## 外部連結
- 菲仕蘭自然博物館 （页面存档备份，存于）
- 官方臉書專頁 （页面存档备份，存于）